# Plunomia obtusa
Plunomia obtusa är en tvåvingeart som beskrevs av Malloch 1940. Plunomia obtusa ingår i släktet Plunomia och familjen markflugor.
Artens utbredningsområde är Ontario. Inga underarter finns listade i Catalogue of Life.